# Lirik
Lirik (* 20. April 1991 in Ljubljana als Lirikos Dermaku) ist ein Schweizer Rapper.

## Biographie
Dermaku wurde als Sohn albanischer Eltern in Ljubljana (Slowenien) geboren. Er wuchs im schweizerischen Aarau auf.
Er veröffentlichte als Rapper drei Studioalben, die sich in den Schweizer Albumcharts platzieren konnten.

## Diskographie
- Chopfkino, 2015 (Platz 38 in den Schweizer Albumcharts)
- Mana, 2017 (Platz 68 in den Schweizer Albumcharts)
- Lirik & Les: Acid King Dave, 2018 (Platz 35 in den Schweizer Albumcharts)[1]